# Gång- och cykelväg

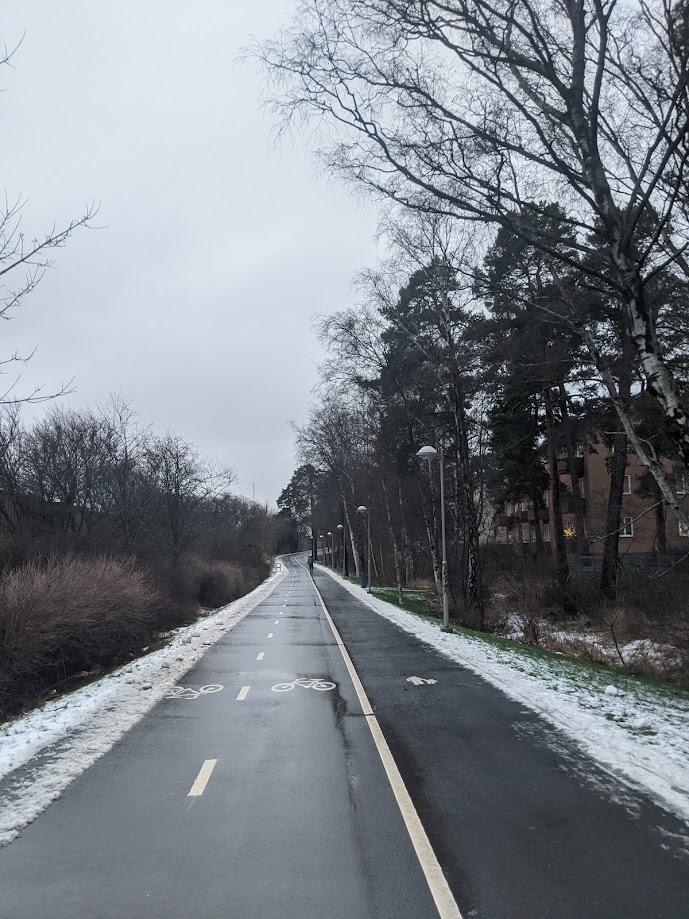
Separerad gång- och cykelbana i Västberga, Sverige

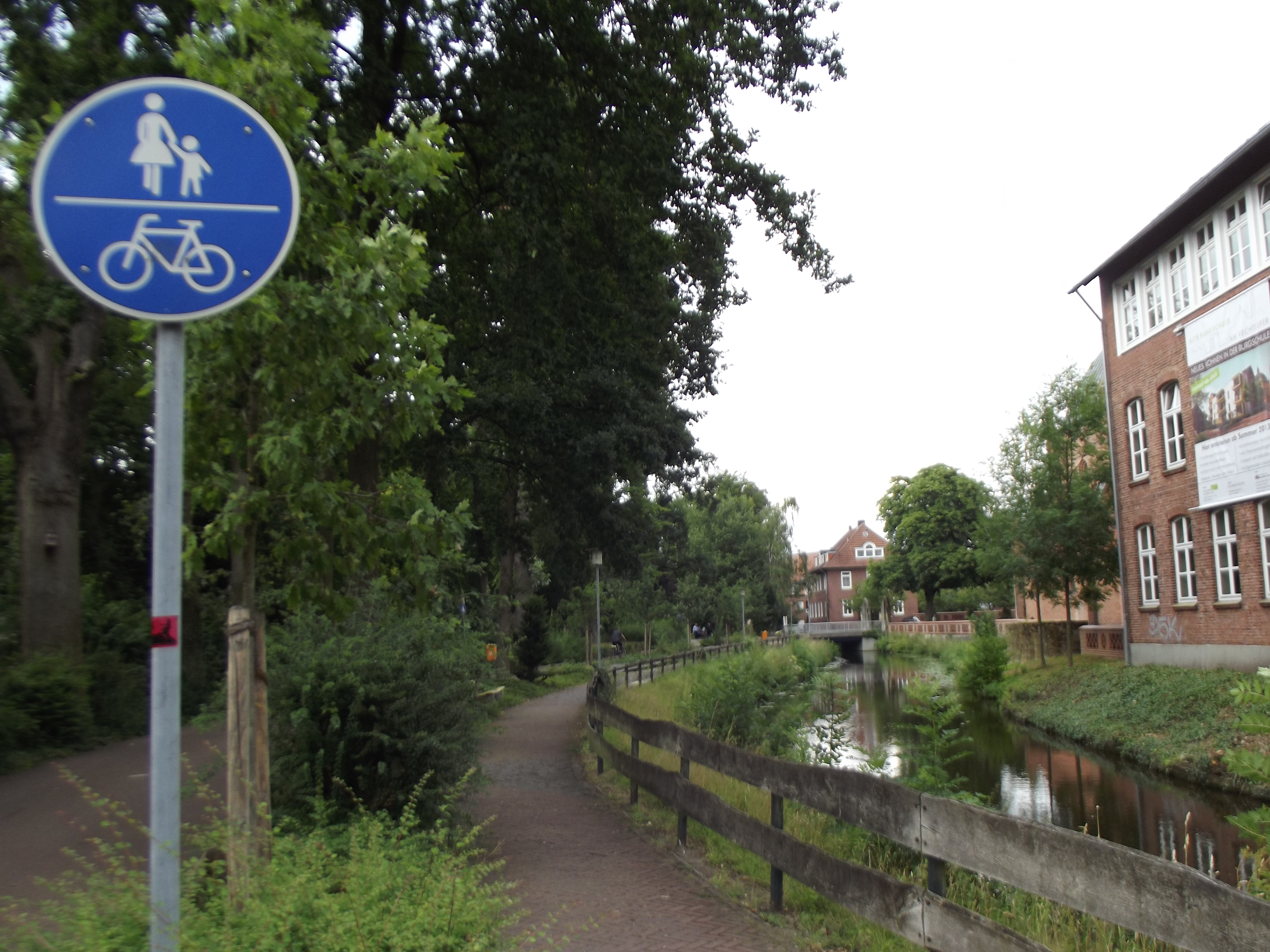
Gång- och cykelväg i Nordhorn, Tyskland.

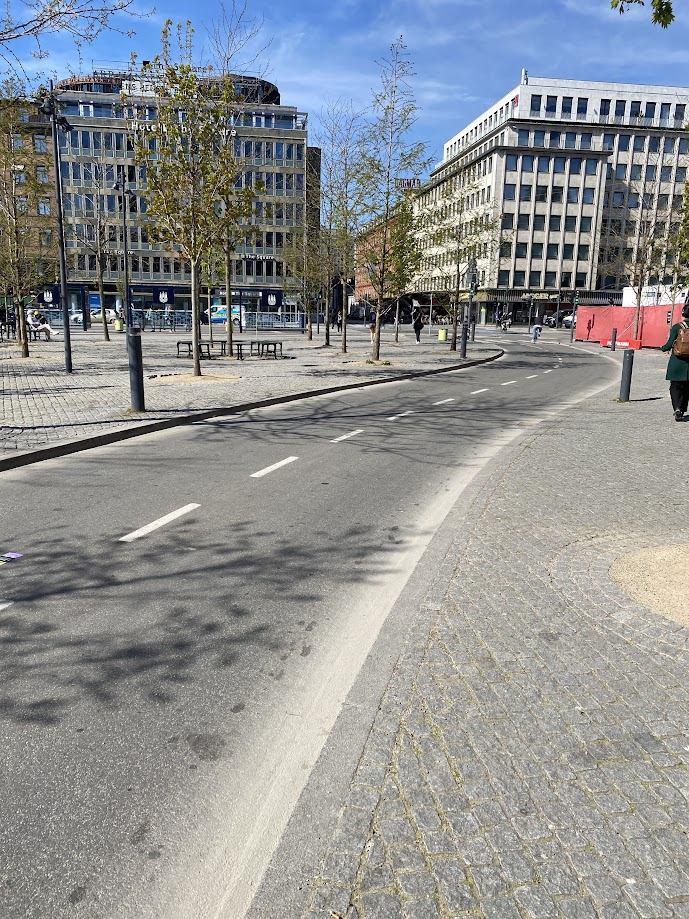
Dubbelriktad cykelbana i Köpenhamn i Danmark

En gång- och cykelväg, alternativt gång- och cykelbana, eller förkortat "gc-bana"  är en typ av väg som är avsedd att användas gemensamt av både gående och cyklister.

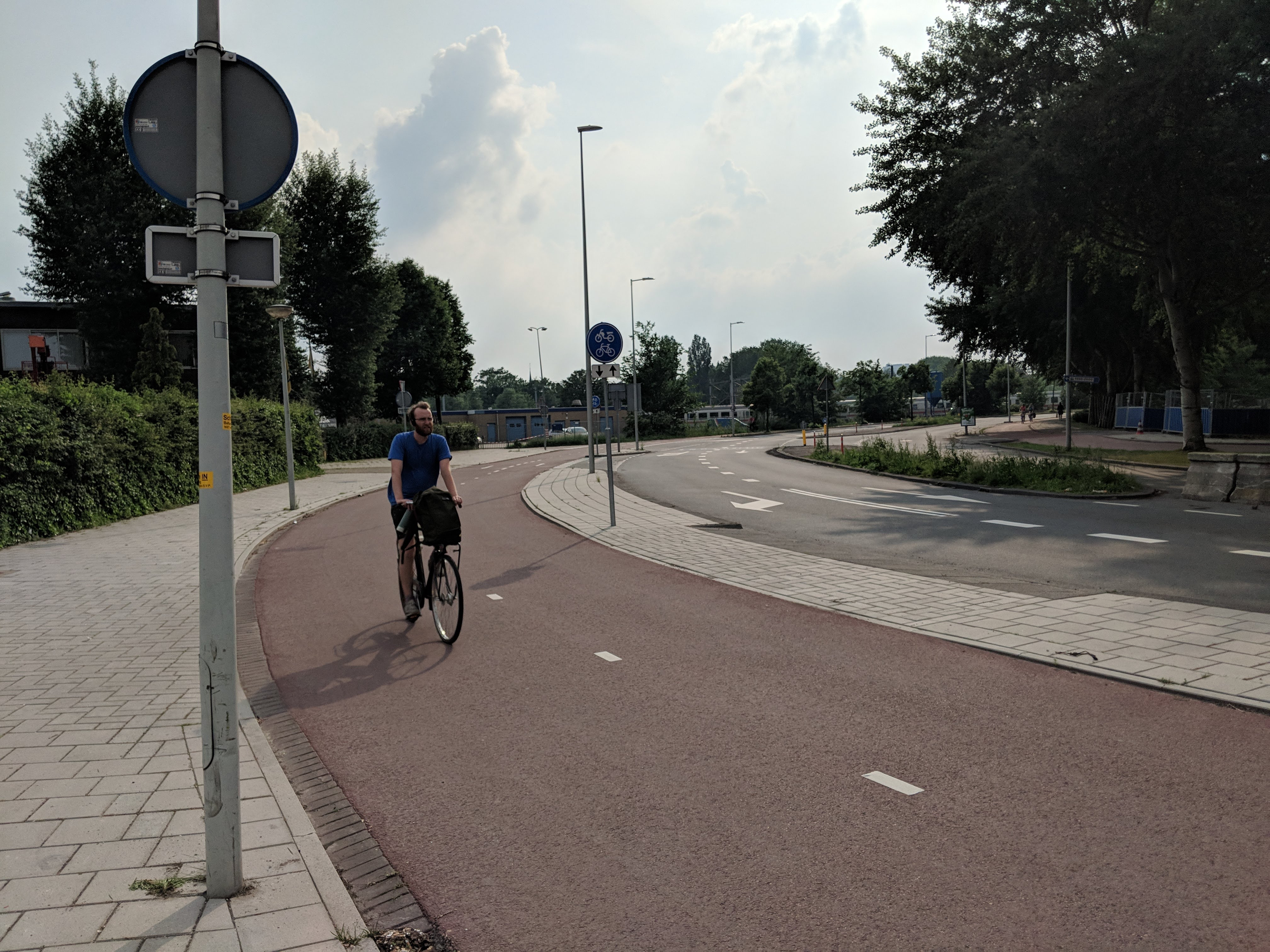
En dubbelriktad cykelbana som också tillåter mopedtrafik i Amsterdam i Nederländerna

## Sverige
I Sverige finns följande två typer av gemensamma gång- och cykelvägar:
- Gemensam gång- och cykelbana (alternativt bara gång- och cykelbana) – en gemensam väg för gående och cyklister utan någon delning av vägen i olika banor.[1] Här skall gående om möjligt hålla till vänster i sin färdriktning, medan rullskidor, rullskridskor eller liknande som färdas snabbare än gångfart bör hålla till höger.[2][3]

- Gång- och cykelbanor – en gemensam väg för gående och cyklister som är delad i två olika banor, den ena för gående och den andra för cyklister. Delningen anges genom vägmarkering, skiljeremsa eller liknande. Symbolernas placering på märket anger vilken del av banan som är avsedd för gående respektive cyklister.[4]

Gemensam gång- och cykelbana samt gång- och cykelbanor markeras med följande vägmärken/påbudsmärken:

Påbjuden gång- och cykelbana.
Påbjudna gång- och cykelbanor.

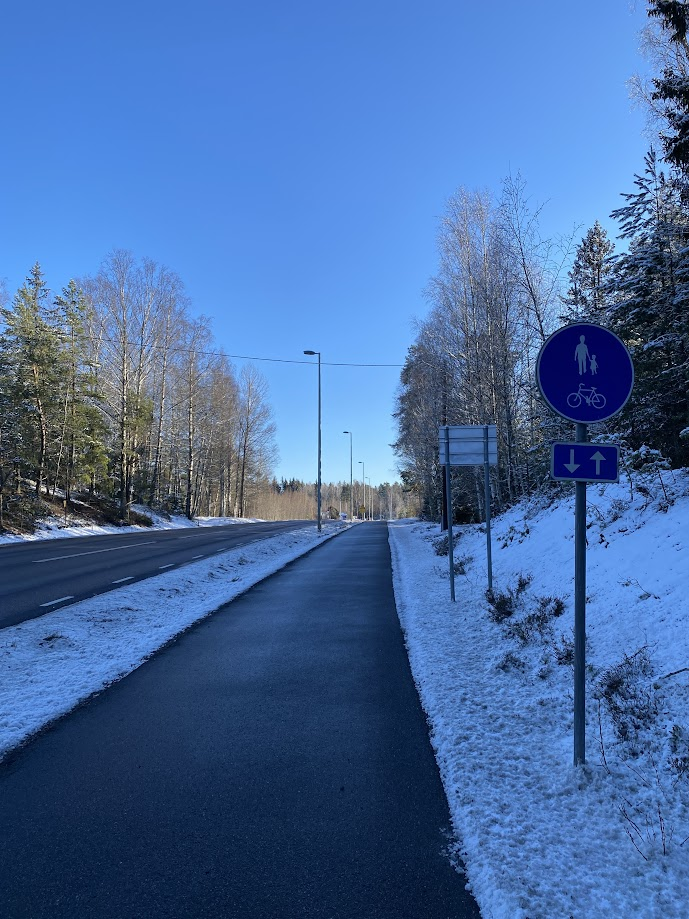
Oseparerad (gemensam) gång- och cykelbana vid Källtorpssjön i Nacka i Sverige

Påbjudna gång- och cykelbanor.

## Källförteckning
1. ↑  ”D6. Påbjuden gång- och cykelbana”. Transportstyrelsen. http://www.transportstyrelsen.se/sv/vagtrafik/Vagmarken/Pabudsmarken/Pabjuden-gang--och-cykelbana/. Läst 5 juli 2019.
2. ↑  https://www.transportstyrelsen.se/sv/vagtrafik/Trafikregler/Gaende-rullstolsburen-rullskridskor/Gaende/
3. ↑  Ändring (2018:1559) i trafikförordningen (1998:1276) 7 kap. 1 §, i kraft den 2018-10-15
4. ↑  ”D7. Påbjudna gång- och cykelbanor”. Transportstyrelsen. http://www.transportstyrelsen.se/sv/vagtrafik/Vagmarken/Pabudsmarken/Pabjudna-gang--och-cykelbanor/. Läst 5 juli 2019.